# Односи Србије и Мозамбика
Односи Србије и Мозамбика су инострани односи Републике Србије и Републике Мозамбика.

## Билатерални односи
Дипломатски односи са Мозамбиком су успостављени 1975. године.
Амбасада Републике Србије у Преторији (Јужноафричка Република) радно покрива Мозамбик.

### Политички односи
Република Мозамбик  не признаје ЈПНК и током 38. Генералне конференције УНЕСКО гласала је против пријема тзв. "Косова".
Председник Републике Србије Т. Николић одликовао је поводом Дана државности 15. фебруара 2016. године председника Републике Мозамбика Филипеа Њусија Орденом Републике Србије на Ленти.

### Економски односи
- У 2020. години извоз Србије је био 2,1 милион долара, а увоз 481.000 долара.
- У 2019. години извоз Србије је био 204.000 УСД, а увоз 1,4 милион УСД.
- У 2018. извоз Србије вредео је 184.000 долара, а увоз 10 милиона зелених новчаница.[3][4]

### Некадашњи дипломатски представници у Мозамбику
- Миодраг Лекић, амбасадор, 1990—1992.
- Андон Мојсов, амбасадор, 1986—1990.
- Мурат Аговић, амбасадор, 1982—1986.
- Жељко Јеглич, амбасадор, 1979—1982.
- Гаврило Вучинић, амбасадор, 1976—1979.